# Polysyncraton palliolum
Polysyncraton palliolum är en sjöpungsart som beskrevs av Kott 200. Polysyncraton palliolum ingår i släktet Polysyncraton och familjen Didemnidae. Inga underarter finns listade i Catalogue of Life.